# Xây dựng tự nhiên
Xây dựng tự nhiên bao gồm nhiều phương pháp và vật liệu xây dựng khác nhau với mục đích chính là bảo tồn sự bền vững của thiên nhiên và cuộc sống con người. Sự bền vững này được biểu hiện chủ yếu qua tính bền của công trình và sự sử dụng các nguồn vật liệu tự nhiên không cần phải xử lý nhiều, có sẵn phong phú trong thiên nhiên hoặc tái tạo được để tạo ra một môi trường sống tốt cho sức khỏe và bầu không khí trong lành trong ngôi nhà. Xây dựng tự nhiên có xu hướng dựa vào sức người hơn là công nghệ. Nó phụ thuộc vào hệ sinh thái, địa chất và khí hậu ở từng địa phương; đặc điểm của vị trí xây dựng và nhu cầu cũng như tính cách của người xây và người ở.
Nền tảng của xây dựng tự nhiên là nhu cầu làm giảm đi sự ảnh hưởng của việc xây dựng và các hệ thống hỗ trợ đến môi trường mà không phải hi sinh sự thoải mái và sức khỏe của người dùng. Để làm được điều này, xây dựng tự nhiên dùng chủ yếu các vật liệu sẵn có, được tái tạo hoặc sử dụng lại. Ngoài việc dựa trên các vật liệu xây dựng tự nhiên, nó còn quan tâm đến thiết kế kiến trúc của công trình. Ví dụ như việc chọn hướng và địa điểm xây nhà đúng, tận dụng điều kiện khí hậu địa phương và sự thông gió tự nhiên sẽ làm giảm chi phí vận hành và ảnh hưởng tốt đến môi trường. Các đặc điểm chung khác của xây dựng tự nhiên là nhà có diện tích vừa đủ, tối thiểu hóa dấu chân sinh thái, lấy năng lượng và nước tại chỗ, tái sử dụng nước và xử lý nước thải.

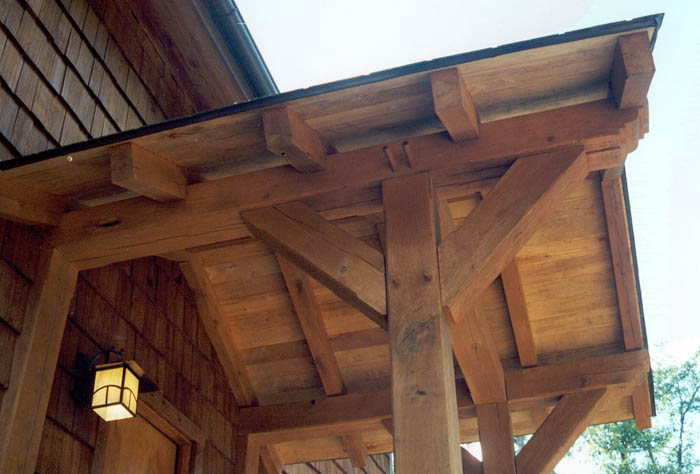
Cổng vòm của một căn nhà gỗ hiện đại

## Nguyên liệu
Các nguyên liệu thường được dùng trong nhiều loại xây dựng tự nhiên là đất sét và cát. Chúng được trộn với nước và thường với rơm hoặc các sợi khác. Hỗn hợp này tạo ra đất trộn hoặc gạch sống. Các loại nguyên liệu khác thường được dùng là: đất, gỗ, rơm, vỏ trấu, tre và đá. Ngoài ra nhiều nguyên liệu không độc hại được tái chế khác cũng được dùng nhiều trong xây dựng tự nhiên như bê tông tái chế, kính xe và các loại kính khác.
Các loại nguyên liệu không được dùng nhiều trong xây dựng tự nhiên do ảnh hưởng xấu của nó với môi trường và sức khỏe con người như: gỗ được khai thác bừa bãi, gỗ có chất bảo quản độc hại, sản phẩm từ xi măng Portland, sơn, các chất phủ có chứa chất hữu cơ dễ bay hơi VOC, một số loại chất dẻo, đặc biệt là PVC và các nguyên liệu có chứa chất độc hại khác.

## Kỹ thuật
Nhiều phương pháp, kỹ thuật và nguyên liệu xây dựng truyền thống đã trở nên phổ biến lại trong những năm gần đây. Tuy nhiên mức độ phổ biến của từng kỹ thuật thì mỗi nơi mỗi khác.

### Gạch sống
Là một trong những phương pháp xây dựng cổ xưa nhất, gạch sống đơn giản chỉ là đất sét và cát trộn với nước. Thông thường sợi rơm hoặc các sợi khác được thêm vào để tăng độ bền. Hỗn hợp sau đó được phơi khô dưới hình dạng mong muốn, thường là hình hộp để có thể xếp lên xây tường.
Có nhiều quan điểm khác nhau về tỉ lệ tối ưu giữa đất sét và cát. Một số người cho rằng đất để làm gạch sống nên chứa từ 15% -30% đất sét để kết dích các nguyên liệu với nhau. Một số khác cho rằng một tỉ lệ bằng nhau giữa đất sét và cát là tỉ lệ tốt nhất để tránh nứt hoặc vỡ gạch. Những khối đất này được đổ vào khuôn và làm khô, hoặc được nén thành khối. Gạch sống có thể được phủ lên trên bởi đất sét và đánh bóng bởi dầu tự nhiên để làm sàn nhà.
Để bảo vệ tường và giảm chi phí bảo trì, các công trình làm bằng gạch sống có mái rộng và nền lớn. Gạch sống có thể được trát vữa bằng đất trộn rơm hoặc bột vôi để làm đẹp và bảo vệ công trình. Gạch sống có khả năng truyền nhiệt chậm. Nó không phải là chất liệu cách nhiệt tốt nhưng ta có thể thêm chất cách nhiệt (thường là ở bên ngoài), hoặc làm một bức tường đôi với không khí hoặc chất cách nhiệt ở giữa. Với độ dày truyền thống (không thêm chất cách nhiệt), ngôi nhà có thể làm chỗ ở tốt ở những vùng có mùa đông không quá khắc nghiệt hoặc có nắng hằng ngày vào lúc lạnh

### Đất trộn rơm

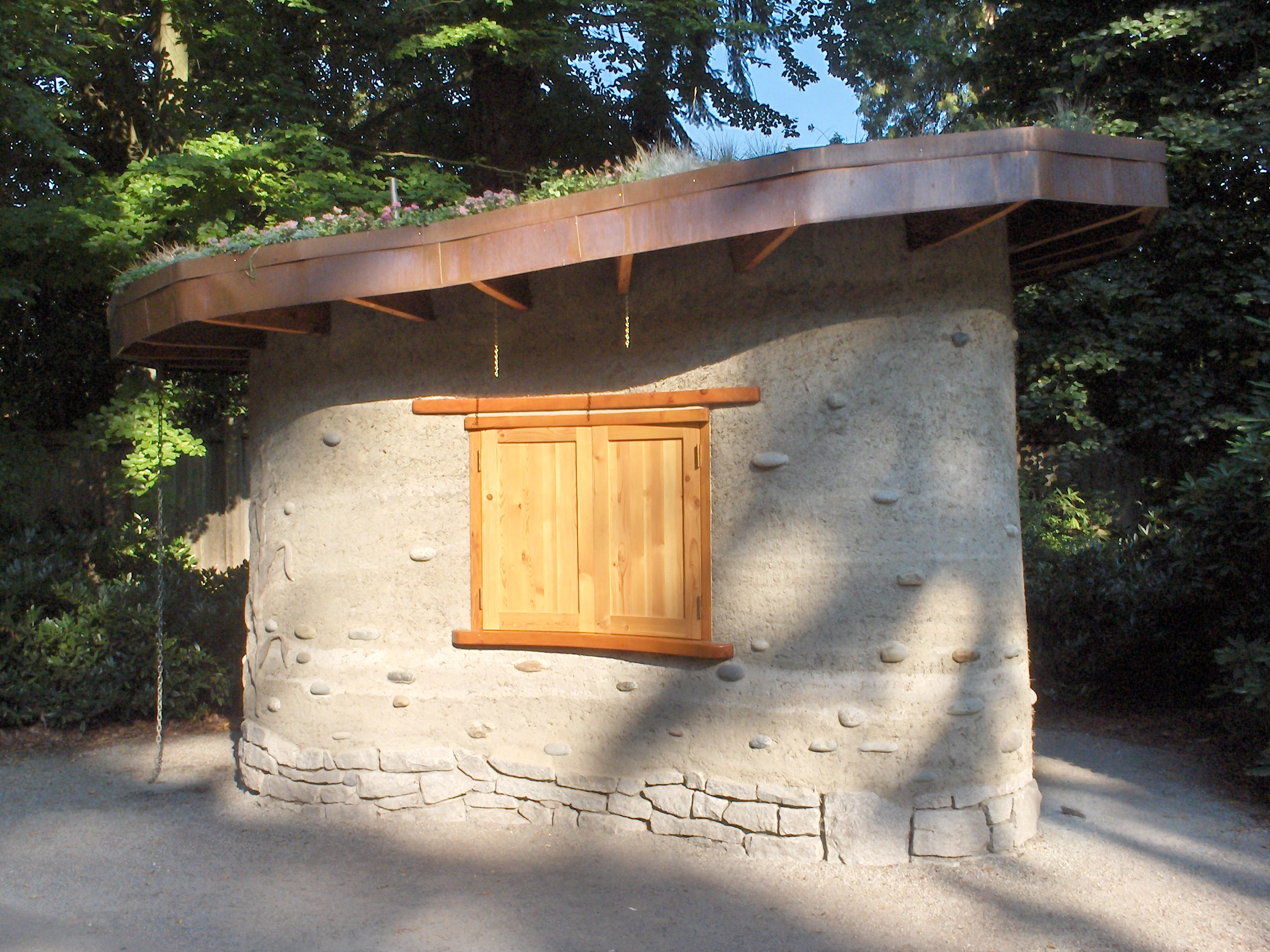
Một ngôi nhà nhỏ làm bằng đất trộn rơm với mái xanh

### Khúc gỗ

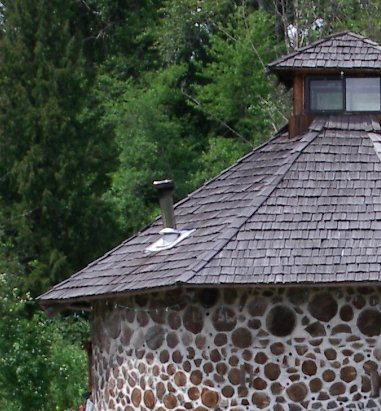
Nhà xây từ khúc gỗ

### Bao đất
Phương pháp xây dựng này dùng vật liệu là các bao làm từ polypropylen hoặc từ các sợi tự nhiên có chứa đất hoặc các hỗn hợp khác bên trong (không có các chất làm ổn định như xi măng Portland). Các bao này sau đó được dùng để làm chân tường, nền, tường hoặc mái vòm.
Những năm gần đây, vật liệu bao đất ngày càng được sử dụng nhiều hơn trong xây dựng tự nhiên. Vật liệu xây này dễ dùng hơn các vật liệu không có hình dáng cụ thể khác như đất nện. Sự phổ biến của phương pháp này là do nguyên liệu đất thường có sẵn và nhiều tại nơi xây dựng. Việc xây dựng cũng không tốn kém, linh động, có thể học được một cách dễ dàng.
Tuy nhiên, do đất cách nhiệt kém, trong các vùng khí hậu khắc nghiệt ta có thể dùng các nguyên liệu khác để đưa vào bao như đá bọt, vỏ trấu hoặc các nguyên liệu cách nhiệt tốt khác.

### Khối rơm

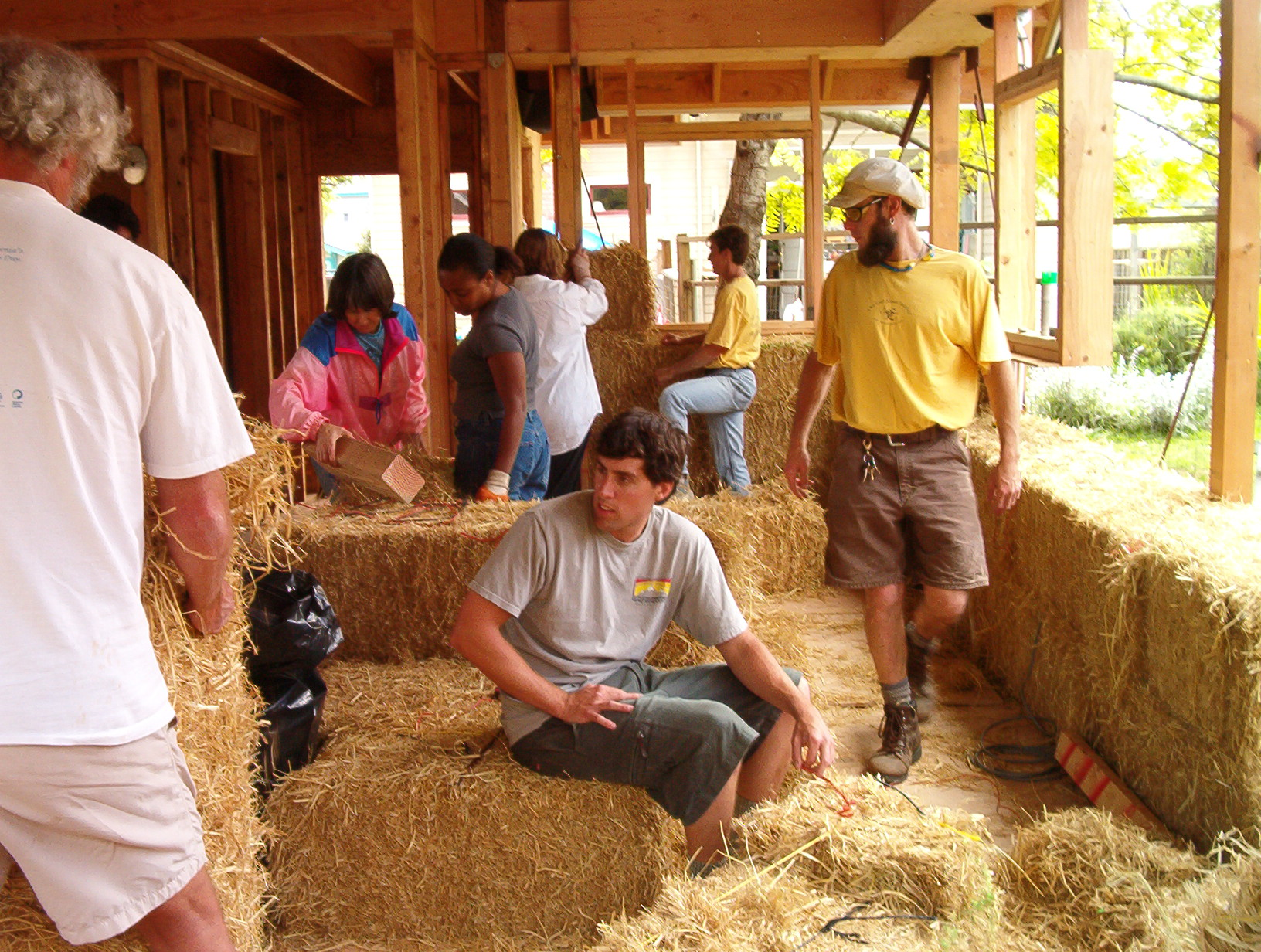
Xây dựng bằng khối rơm ở Santa Cruz, CA

### Khung gỗ

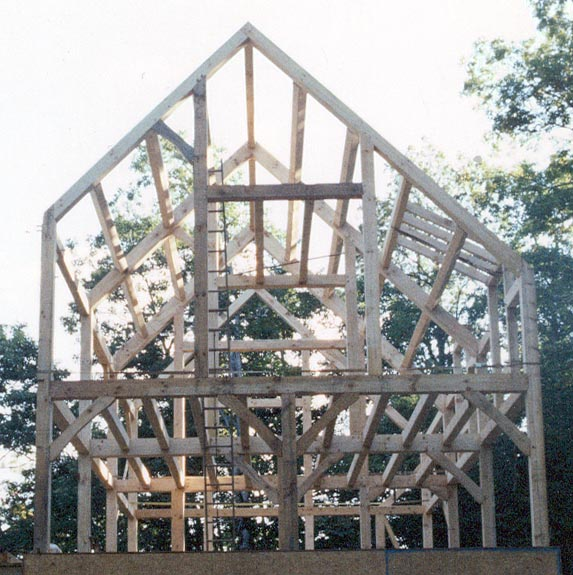
Nhà được xây dùng khung gỗ hiện đại